# عشرب غث
عشرب غث (الاسم العلمي:Exacum exiguum) هو نوع من النباتات يتبع جنس العشرب من الفصيلة الجنطيانية.